# ヴラディミル・ペトロヴィッチ
ヴラディミル・ペトロヴィッチ（セルビア語: Владимир Петровић, Vladimir Petrović、1955年7月1日 - ）は、セルビア（旧：ユーゴスラビア）の元サッカー選手、サッカー指導者。ポジションはミッドフィールダー。

## 経歴
ペトロヴィッチは1971年にレッドスター・ベオグラードで選手経歴を開始した。16歳でのデビュー以来、ユーゴスラビア・プルヴァ・リーガ優勝4回（1972-73、1976-77、1979-80、1980-81）とユーゴスラビアカップ優勝1回（1981-82）、1979年のUEFAカップ準優勝（ドイツのボルシア・メンヒェングラットバッハに敗退）に貢献。1983年までの11シーズンの間にリーグ戦通算257試合に出場し49得点を記録した。ペトロヴィッチはクラブ史上に残る選手として、Zvezdina zvezda（ズヴェズディナ・ズヴェズダ。星人の意）の一人に選出されている。
1982年12月からは国外へ活躍の場を移し、イングランドのアーセナルFCへ移籍。1983年6月にアーセナルを退団すると、ベルギーのロイヤル・アントワープ、スタンダール・リエージュ、フランスのスタッド・ブレスト29、ASナンシーを渡り歩き、1988年に現役を引退した。
ユーゴスラビア代表としては、1973年に代表デビューを飾ると、翌1974年のFIFAワールドカップ・西ドイツ大会と、1982年のFIFAワールドカップ・スペイン大会に参加するなど国際Aマッチ34試合に出場し5得点を記録した。
引退後は指導者の道へ進み、古巣のレッドスター・ベオグラードのコーチに就任し、1991年にはUEFAチャンピオンズカップ 1990-91優勝を経験した。1996年に監督へ昇格するとユーゴスラビアFAカップ優勝に導いた。2004年にはセルビア・モンテネグロU-21代表監督としてUEFA U-21欧州選手権準優勝に導いた。
2005年からは中国の大連実徳の監督に就任し、同年の中国超級リーグと中国FAカップの二冠に導いた。この手腕が評価され、2007年9月14日に中国代表監督に就任したが、2010 FIFAワールドカップ・アジア予選では3次予選敗退に終わり監督を辞任した。
2009年6月2日にレッドスター・ベオグラードの監督に就任したが、2010年3月21日に行われたFKメタラツ・ゴルニ・ミラノヴァツ戦後に解任され、同年6月4日、ルーマニアのFCティミショアラの監督に就任した。ティミショアラとは2年契約を結んでいたが、セルビア代表監督就任のオファーを受けると退団。同年9月15日、セルビア代表の監督に就任した。2011年10月、UEFA欧州選手権2012予選敗退の責任を取って辞任した。

## タイトル

### 選手時代
レッドスター・ベオグラード
- ユーゴスラビア・プルヴァ・リーガ：4回（1972-73、1976-77、1979-80、1980–81）
- ユーゴスラビアカップ：1回（1981-82）

### 指導者時代
レッドスター・ベオグラード
- セルビア・モンテネグロカップ：1回（1996-97）

大連実徳足球倶楽部
- 中国足球協会超級リーグ：1回（2005）
- 中国FAカップ：1回（2005）

個人
- 中国サッカー協会年間最優秀監督賞：1回（2005）